# En costas extrañas
En costas extrañas (On Stranger Tides, en inglés) es una novela de fantasía histórica publicada en 1987 por el escritor estadounidense Tim Powers. Desde entonces ha habido reimpresiones y traducciones a otros idiomas.

## Argumento
El libro narra las aventuras de John “Jack Shandy” Chandagnac, quien viaja al nuevo continente después de la muerte de su padre, un titiritero, para hablar con su tío, quien aparentemente se ha hecho con la herencia de la familia. En el camino conoce a una joven llamada Beth Hurwood y su padre, un profesor de Oxford. Su barco es abordado por piratas, y con la ayuda del profesor y su asistente, el capitán es asesinado, y Chandagnac es forzado a unirse a la tripulación pirata. A medida que avanza la trama, el lector descubre las siniestras intenciones del profesor, que implican a su mujer muerta, a su joven hija y al pirata más famoso de todos los tiempos, Barbanegra. Chandagnac, ahora pirata y conocido como “Jack Shandy”, debe parar el malévolo plan y salvar a la bella Beth Hurwood.

## Otros aspectos
El libro es una novela fantástica y de aventuras. Además de la trama en general, hay un componente que lo hace destacar por encima del resto de libros de piratas, y es sin duda el vudú. En el libro se descubre gran parte de ritos y creencias vudú (aunque exagerados para la novela), así como las costumbres piratas.

## Legado
Aunque Ron Gilbert había dicho con anterioridad y numerosas veces que la saga de videojuegos Monkey Island estaba inspirada en la atracción de Disneyland Piratas del Caribe, en su blog personal afirmó que la verdadera inspiración provino de este libro.
Igualmente, la cuarta entrega cinematográfica de la saga Piratas del Caribe, llamada Piratas del Caribe: En Mareas Misteriosas (2011), está basada en este libro.